# 1998년 아시안 게임
제13회 아시안 게임은 1998년 12월 6일부터 12월 20일까지 태국 방콕에서 열렸다. 15일 동안 열린 이 대회는 방콕이 반납된 두 차례의 대회(1970년, 1978년)를 대신 개최 이후, 처음으로 유치 경쟁에 뛰어든 후 개최권을 얻어 연 대회이다. 참가국은 모두 41개국이었다.

## 유치 신청 도시
1990년 9월 27일에 중국 베이징에서 열린 아시아 올림픽 평의회(OCA) 총회에서 태국 방콕이 중화 타이베이 타이베이, 인도네시아 자카르타를 누르고 1998년 아시안 게임 개최 도시로 선정되었다.
| 1998년 아시안 게임 개최지 투표 결과 | 1998년 아시안 게임 개최지 투표 결과 | 1998년 아시안 게임 개최지 투표 결과 |
| 나라                                | 도시                                | 득표                                |
| ----------------------------------- | ----------------------------------- | ----------------------------------- |
| 태국                                | 방콕                                | 20                                  |
| 중화 타이베이                       | 타이베이                            | 10                                  |
| 인도네시아                          | 자카르타                            | 7                                   |

## 엠블렘
제13회 아시안 게임의 공식 엠블렘은 아시아와 태국의 특징을 나타내는 요소들을 결합해 만들어졌다. 이 엠블렘은 아시아(Asia)와 육상(Athletes)의 머리글자인 A를 바탕으로 했다. 중앙의 탑은 태국을 상징한다. 탑 위로는 아시아 올림픽 평의회(OCA) 로고가 있다.

## 마스코트
1998년 방콕 아시안 게임의 공식 마스코트는 태국을 상징하는 동물인 코끼리를 형상화해 만든 '차이요'(ไชโย)이다. 

## 경기장
경기장은 라차망칼라 지역, 무앙 통 타니 지역, 탐마삿 대학 지역 등으로 배치된다.